# Ortodòncia invisible

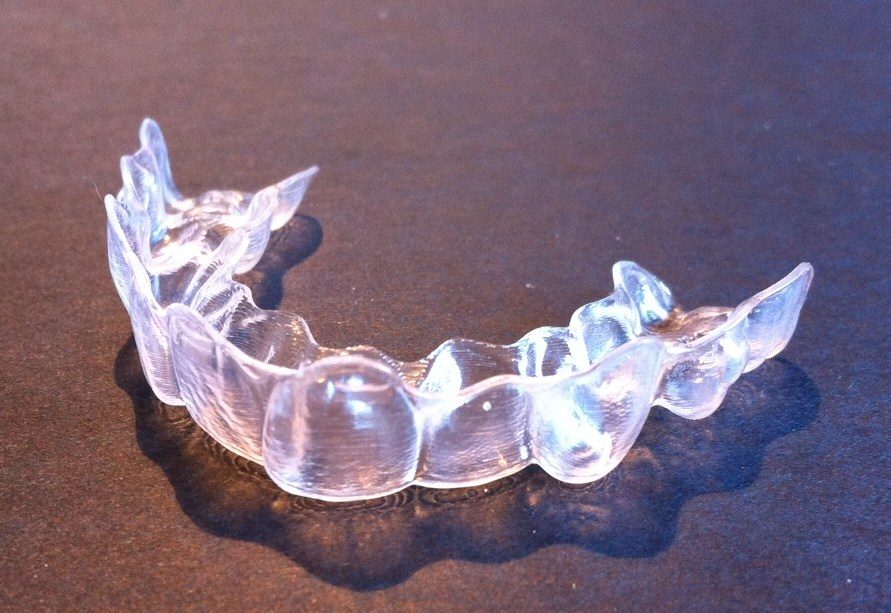
Alineador transparent

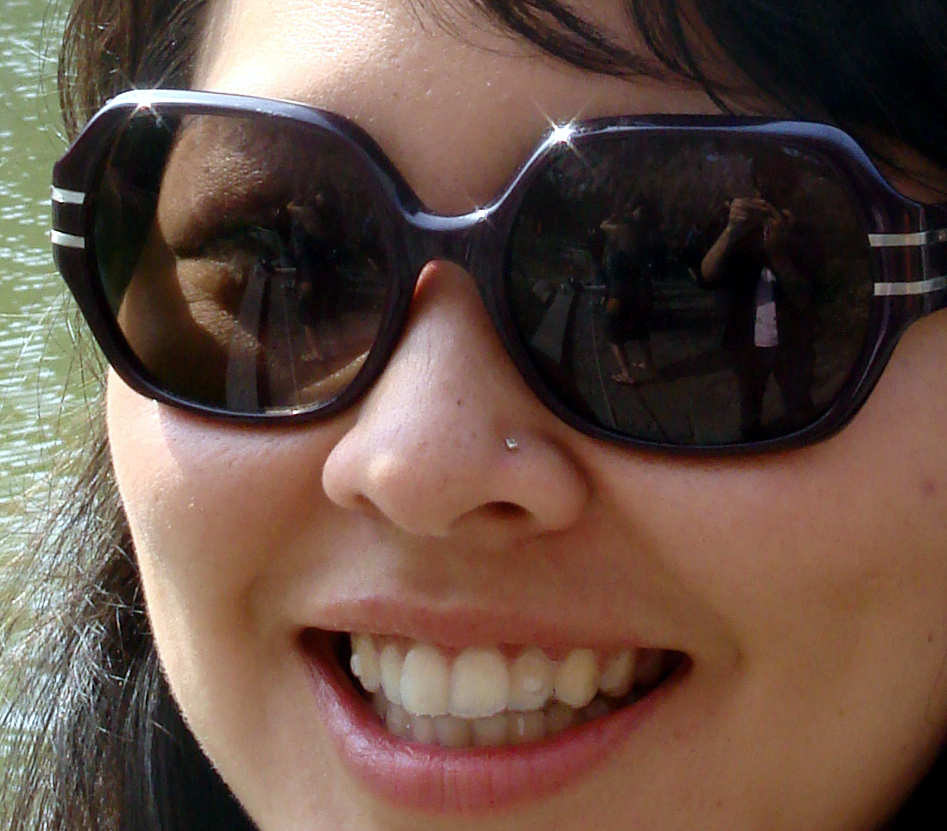
Dona amb ortodòncia invisible

L'ortodòncia invisible és una tècnica d'ortodòncia que utilitza fèrules transparents amovibles o alineadors dentals dits també placa oclusal transparent o aparell dental invisible.